# Roue d'Or de Buffalo
La Roue d'Or de Buffalo parfois appelée Roue d'Or de Paris, est une ancienne compétition de cyclisme sur piste, créée en 1904 qui se tenait annuellement au vélodrome Buffalo et qui mettait aux prises les principaux spécialistes mondiaux de demi-fond.
On distingue la Grande Roue d'Or pour les coureurs confirmés et la Petite Roue d'Or pour les "espoirs".

## Palmarès de la Grande Roue d'Or
| Année     | Vainqueur/entraineur              | Deuxième/entraineur              | Troisième           | Commentaires                            |
| 1904,     | Robert Walthour                   | Charles Albert Brécy             | —                   | 50 km                                   |
| 1905      | Robert Walthour                   | Nat Butler                       | Georges Lorgeou     | 1 heure derrière moto légère            |
| 1906,.    | James Moran                       | Paul Rugère                      | César Simar         | 50 km                                   |
| 1907      | Louis Darragon/André              | César Simar                      | Floyd MacFarland    | 50 km                                   |
| 1908      | Louis Darragon                    | Robert Walthour                  | Albert Edward Wills |                                         |
| 1909      | Paul Guignard                     | Louis Darragon                   | Nat Butler          | 50 km                                   |
| 1910      | Georges Sérès                     | Louis Darragon                   | Georges Parent      |                                         |
| 1911      | Paul Guignard                     | Louis Darragon                   | Daniel Lavalade     | 50 km                                   |
| 1912      | Louis Darragon                    | Paul Guignard                    | Léon Didier         | 50 km                                   |
| 1913      | Georges Sérès                     | Paul Guignard                    | Fernand Larrue      | Finale sur 50 km                        |
| 1914,     | Georges Sérès                     | Louis Darragon                   | Léon Didier         | au Vélodrome d'Hiver Finale sur 50 km   |
| 1914,     | Émile Engel                       | Marcel Godivier                  | Reginald McNamara   | 100 km derrière tandem                  |
| 1915-1921 | Non-disputé                       | Non-disputé                      | Non-disputé         |                                         |
| 1922      | Émile Aerts                       | Daniel Lavalade                  | Léon Parisot        | 1 heure                                 |
| 1923,     | Victor Linart                     | Jules Miquel                     | Léon Parisot        | 1 heure                                 |
| 1924      | Paul Suter                        | —                                | —                   |                                         |
| 1925,     | Henri Bréau                       | Karl Saldow                      | John Van Ruyseveldt | 1 heure                                 |
| 1926,     | Victor Linart                     | Georges Sérès                    | Émile Aerts         | 1 heure Derrière grosse moto            |
| 1927,     | Émile Aerts                       | André Jubi                       | Giovanni Manera     | 1 heure                                 |
| 1928      | Adelin Benoît                     | —                                | —                   |                                         |
| 1929,     | Georges Paillard                  | Robert Grassin                   | Victor Linart       | 2 manches de 50 km derrière grosse moto |
| 1930,     | Robert Grassin                    | Georges Paillard/Joseph Paillard | Adelin Benoît       | 1 heure derrière moto                   |
| 1931,     | Charles Lacquehay                 | Henri Sausin                     | Erich Möller        | 100 km                                  |
| 1932,     | Georges Paillard                  | Charles Lacquehay                | Paul Krewer         | 100 km                                  |
| 1933      | Charles Lacquehay                 | Georges Paillard                 | Robert Grassin      | 2 X 50 km                               |
| 1934,     | Charles Lacquehay                 | Henri Bréau                      | Georges Wambst      | 100 km                                  |
| 1935      | Edoardo Severgnini                | Charles Lacquehay                | Erich Metze         | 100 km                                  |
| 1936,     | Erich Metze                       | Charles Lacquehay                | Edoardo Severgnini  | 1 heure                                 |
| 1937,     | Auguste Wambst                    | Charles Lacquehay                | Edoardo Severgnini  | 2 x 50 km                               |
| 1938,     | Ernest Terreau/Georges Groslimond | Edoardo Severgnini               | Albert Gabard       | 100 km                                  |
| 1939      | —                                 | —                                | —                   |                                         |

## Palmarès de la Petite Roue d'Or
| Année | Vainqueur/entraineur | Deuxième/entraineur | Troisième          | Commentaires |
|       | —                    | —                   | —                  |              |
| 1923  | Henri Fossier        | André Jubi          | Ernest Catudal     | 1 heure      |
|       | —                    | —                   | —                  |              |
| 1925, | Georges Paillard     | Ernest Catudal      | Daniel Lavalade    | 1 heure      |
| 1926, | André Jubi           | Lucien Duclair      | François Passerieu | 1 heure      |
|       | —                    | —                   | —                  |              |
| 1934, | Tarpie ou Cartue     | Bianchini           | Gonon              | 40 km        |
|       | —                    | —                   | —                  |              |
| 1941  | Jacques Besson       | Roux                | Elia Frosio        |              |